# Гайовий Володимир Максимович
Гайовий Володимир Максимович (нар. 20 вересня 1933, селище Романів, тепер Житомирської області — 2 серпня 2018, місто Київ) — український радянський партійний діяч. Депутат Верховної Ради УРСР 9—11-го скликань. Народний депутат України 1-го скликання. Кандидат у члени ЦК КПУ в 1971—1976 р. Член ЦК КПУ в 1976—1990 р. Член та голова Ревізійної комісії КПУ в 1990—1991 р.

## Біографія
Народився 20 вересня 1933 року в селищі Романів Житомирської області в селянській родині.
У 1950—1952 роках навчався в ремісничому училищі міста Києва, по закінченні якого, з 1952 року працював токарем на Київському машинобудівному заводі імені Артема.
У 1954—1957 роках — на строковій службі в Радянській армії.
Член КПРС з 1957 року
З 1958 року працював токарем, старшим техніком, інженером, начальником відділу, начальником цеху, керівником філіалу, секретарем партійного комітету Київського машинобудівного заводу імені Артема.
Закінчив Київський політехнічний інститут за спеціальністю «інженер-механік» та Вищу партійну школу при ЦК КПУ.
З червня 1971 року до лютого 1974 року — секретар Київського міського комітету КПУ.
З лютого 1974 року до червня 1975 року — секретар Київського обласного комітету КПУ.
З червня 1975 року до жовтня 1981 року — 2-й секретар Київського міського комітету КПУ.
З жовтня 1981 року до 1988 року — завідувач відділу машинобудування ЦК КПУ.
З 1988 року до 1990 року — голова Комісії партійного контролю при ЦК КПУ.
З 1990 року до 1991 року — голова Ревізійної комісії КПУ.
З 1995 року — консультант Комісії ВР України з питань оборони та державної безпеки.
Одружений, має двох дітей, двох онуків та правнука.
Висунутий кандидатом у в народні депутати трудовим колективом Червоноармійського, Баранівського, Володарсько-Волинського р-нів.
18 березня 1990 р. обраний Народним депутатом України, набравши у 2-му турі 53,36 % голосів (Житомирська обл., Червоноармійський виборчий округ N 166). До груп, фракцій не входив. Член Комісії ВР України з питань розвитку базових галузей народного господарства.
Помер 2 серпня 2018 року в місті Київ.
Похований на Байковому кладовищі.

## Нагороди
Нагороджений орденом Жовтневої революції, двома орденами Трудового Червоного Прапора, медалями.